# کوشیا-۳
کوشیا-۳ (به لاتین: Kushtia-3) یک منطقهٔ مسکونی در بنگلادش است که در ناحیه کوشتیه واقع شده‌است.